# Grb Zadarske županije
Grb Zadarske županije je grb koji je vodoravno podijeljen na dva dijela. U donjem, većem dijelu, nalazi se crkvica svetog Križa na plavoj podlozi, dok je u glavi štita maslinova grančica s plodovima na bijeloj podlozi. Crkvica svetog Križa je crkvica koja se nalazi u Ninu, gdje je 864. godine osnovana prva biskupija koja se nalazila na području pod hrvatskim vladarima.